# Casa a la plaça Major, 3 (Vilaür)
Casa a la plaça Major, 3 és una obra del municipi de Vilaür (Alt Empordà) inclosa en l'Inventari del Patrimoni Arquitectònic de Catalunya. Està situada dins del nucli urbà de la població de Vilaür, al bell mig de l'antic recinte emmurallat de la vila, a l'actual plaça Major i al costat de l'antic portal conservat del nucli fortificat.

## Descripció
És un edifici format per tres cossos adossats, que li confereixen una planta irregular. El nucli principal està format per un cos rectangular, amb coberta de dues vessants i distribuït en planta baixa i pis. Al costat sud s'ubica el portal de l'antiga muralla, mentre que pel nord se li adossa un altre cos de planta quadrada, distribuït en quatre pisos i amb terrat a la part superior. A la part posterior, fora del límits de l'antic recinte emmurallat hi ha un tercer edifici adossat al nucli arquitectònic. Totes les obertures són rectangulars, algunes d'elles bastides amb carreus de pedra als brancals i les llindes planes. A la façana principal destaca el portal d'accés i un dels balcons del primer pis, amb la llinda decorada amb un arc conopial. A la façana posterior hi ha dues finestres d'arc conopial al pis. Del cos de tramuntana destaquen els dos grans contraforts adossats a les cantonades i la barana d'obra que delimita el terrat, el qual presenta un petit porxo en un extrem, cobert a dues aigües.
Tota la construcció és bastida amb pedra lligada amb morter, amb la façana principal arrebossada i pintada.

## Història
Per a construir la casa s'aprofitaren trams de l'antiga muralla baix medieval de Vilaür, datada entre els segles xiv i xv. No s'ha trobat documentació directa sobre el bastiment de les muralles, però les primeres fonts documentals sobre indicis de fortificació ens remeten al 1299, quan el cavaller Dalmau de Creixell va fer fortificar l'església. En tot cas cal pensar que ja estarien completes el 1353, donat que es troba un document en el que Bernat Guillem de Foixà sol·licita que es declari nul·la la venda del "castell de Vilaür", feta dos anys abans per Guillerma, l'esposa de Guillem de Creixell, fill de Dalmau de Creixell. Hom pot dir que el nucli es va mantenir dins el recinte fortificat fins als segles XVI-XVII, en què va iniciar el procés d'expansió cap a la banda de ponent, ja que les grans masies de llevant limitaven el creixement cap a aquella banda. Una vegada perduda la funció defensiva, els murs van ser aprofitats, integrant-los als habitatges de Vilaür.